# Comandos Autónomos Anticapitalistas
Los Comandos Autónomos Anticapitalistas (CAA o CCAA) (en euskera Komando Autonomo Antikapitalistak) fueron una serie de organizaciones armadas activas en el País Vasco y Navarra durante el final de la década de 1970 y el principio de la de 1980. Surgieron a partir de grupos de carácter asambleario e inspirados en el movimiento autónomo, unidos a una escisión de los comandos Bereziak de ETA político-militar, por lo que fueron definidos en su día como la escisión ácrata de Euskadi Ta Askatasuna (ETA).
Tras su acción de mayor repercusión, el asesinato del senador socialista Enrique Casas en 1984, desaparecen en los años siguientes fruto de la acción policial y de las propias discusiones que se producen en su interior, imbuidas en parte por las críticas que les manifiestan ETA y su entorno político-social. Los Comandos Autónomos Anticapitalistas desaparecieron sin un comunicado oficial de disolución.

## Ideología
La ideología política de los Comandos Autónomos Anticapitalistas era el autonomismo, una ideología política de carácter asambleario a caballo entre el marxismo (por el materialismo histórico) y el anarquismo, por su estructura organizativa. Rechazaban el papel de los partidos políticos y sindicatos, incluidos los revolucionarios y basaban su concepción de la democracia y el socialismo en el asamblearismo y la autonomía obrera. Por supuesto, preconizaban una ruptura total con el sistema capitalista. En el plano de identidad consideraban a Euskal Herria una nación oprimida y eran partidarios de su independencia. Por su carácter revolucionario se oponían a cualquier clase de entente o pacto con la burguesía nacional para luchar por la independencia, entendiendo como tal el nacionalismo vasco del Partido Nacionalista Vasco.
Los CAA planteaban como objetivos políticos de su acción armada la independencia y el socialismo. Aunque estos objetivos finales no diferían de los de Euskadi Ta Askatasuna (ETA), los CAA se distinguían de ésta al no aceptar la Alternativa KAS, el programa de objetivos políticos mínimos en torno al que se articulaban ETA-pm, ETA m y las organizaciones políticas de la izquierda abertzale como Herri Batasuna, LAB, Jarrai, etc. El cumplimiento de los puntos que formaban la Alternativa KAS era conditio sine qua non que ETA planteaba para el abandono de la lucha armada (amnistía total, retirada de los cuerpos y fuerzas de seguridad del estado del País Vasco, concesión del derecho de autodeterminación al pueblo vasco, etc.). Los CAA consideraban la Alternativa KAS insuficiente, una mera reforma burguesa progresista y por ello consideraban a ETA y al Movimiento de Liberación Nacional Vasco (MLNV) como etapistas.
Otra diferenciación ideológica respecto a ETA era que los CAA rechazaban la estructura marxista-leninista de esta organización. Los CAA eran especialmente críticos con la idea de que el MLNV fuera la vanguardia revolucionaria del pueblo vasco y que ETA jugara el papel de vanguardia de la vanguardia. Los CAA estaban en contra de las vanguardias revolucionarias.

## Historia
La fecha de aparición pública de los Comandos Autónomos Anticapitalistas es 1978, aunque posiblemente existían desde unos años antes.

### Origen
Los Comandos Autónomos Anticapitalistas (CAA) surgen en la segunda mitad de la década de 1970, siendo 1976, tras los Sucesos de Vitoria, el año que suele darse como el de creación de unos CAA embrionarios. En los CAA confluyeron militantes políticos procedentes de diversas organizaciones. Tuvieron un papel fundamental en su creación gentes procedentes del dinámico movimiento autónomo que en aquellos años se daba en el País Vasco (movimientos pro-amnistía, grupos ecologistas, asambleas de trabajadores, etc.). A estas gentes se unieron militantes de grupos más estructurados, con una ideología similar y con experiencia en actividades clandestinas, como LAIA (ez), escisión de la organización política abertzale LAIA producida en 1976 y que se oponía a la Alternativa KAS, o disidentes de ETA-VI, una escisión obrerista de ETA surgida en 1970.
En marzo de 1976 se produjo el secuestro por parte de ETA-pm de Ángel Berazadi, un empresario vinculado al PNV. Aunque la familia del secuestrado no fue capaz de pagar todo el rescate pedido, la dirección política de ETA-pm decidió liberarlo. Sin embargo, los integrantes de los comandos Bereziak (especiales), los comandos de ETA-pm encargados de las acciones violentas más importantes y que habían llevado a cabo el secuestro, decidieron por su cuenta asesinar al empresario. Este hecho provocó un fuerte conflicto interno en ETA-pm que forzó la salida de los berezis de la organización. La mayor parte de ellos se pasaron a la otra rama de ETA, ETA militar, pero una parte decidió quedarse al margen de esta organización e integrarse en los Comandos Autónomos Anticapitalistas. Fueron estos exmiembros de ETA-pm los que aportaron experiencia y material a la organización permitiéndole un salto cualitativo que se tradujo en los atentados mortales que comenzaron a cometer los CAA a partir de 1978.
La integración de parte de los berezis en los CAA aportó una nueva corriente ideológica a la organización ya que estos no compartían necesariamente el ideario "autonomista" de los otros grupos integrados en los CAA. Para los berezis el autonomismo consistía en la capacidad de decisión de los propios comandos sin tener que rendir cuentas a la dirección de ninguna organización. La coexistencia de estas dos corrientes ideológicas y las tensiones entre ellas darían en la práctica a la formación de diferentes organizaciones armadas que actuaban bajo una nomenclatura similar.

### Comandos
Aunque desde toda la prensa se identificó a los distintos grupos autónomos armados con el mismo acrónimo CAA tratando de asignarlos una personalidad concreta bajo el subtítulo de "la organización terrorista más radical", cada comando tenía absoluta libertad para escoger y explicar sus acciones más allá de aquellas características comunes (anticapitalismo, antipartidismo, antisindicalismo) que les llevaba a coordinarse. Entre estos grupos se encontraban los siguientes: Comandos Autónomos Anticapitalistas 21 de septiembre, Comandos Autónomos y Autogestionarios 23 de octubre, Comandos Autónomos Zapa-Roberto, Comandos Autónomos 3 de marzo, Comandos Autónomos Iparraguirre, Comandos Autónomos Independentistas Herri Armatua, Zuzen Ekintza, Organización Militar Autónoma, Comandos Autónomos 27 de septiembre, Grupo Autónomo Txikia, Comandos Autónomos Libertarios, Comando Autónomo Independendista y Socialista, Comandos Autónomos Talde, Talde Autonomoak, Gatazka, Comando Autónomo Herri Armatua, Comandos Autónomos Txindoki, Comandos Autónomos Mendeku, Comandos Autónomos San Sebastián, Comandos Autónomos Bereterretxe, Talde Autónomo Independentista Anticapitalista y Autogestionario, Comandos Autónomos Anticapitalistas,...

### La aparición pública de los CAA, el Comando Autónomo 3 de marzo
A principios de 1978 ya se había mencionado en los medios de un comunicación la existencia de un autodenominado Comando Autónomo de Apoyo al Pueblo, de ideología aparentemente cercana al movimiento autónomo y que reivindicó la explosión de una bomba de escasa potencia en una empresa de Rentería (Guipúzcoa), pero este grupo pasó casi desapercibido entre otros de similares características que surgían en aquel mismo momento en el País Vasco.
El primer atentado públicamente reivindicado por un comando autónomo, independentista y socialista (sic) se produce en abril de 1978 y tiene como objetivo la sede de la patronal guipuzcoana, Adegui. Por aquellas fechas se había firmado el convenio colectivo del sector del metal en Guipúzcoa tras una larga y dura negociación entre Adegui y los sindicatos más representativos del sector: CCOO y UGT. El pacto fue contestado por una parte de los trabajadores, siendo especialmente frontal la oposición de trabajadores vinculados al movimiento autónomo, que llegaron a asaltar y destrozar las sedes de ambos sindicatos.
En ese contexto, la madrugada del 13 de abril, varios individuos trataron de poner un artefacto explosivo en la sede de Adegui en San Sebastián. El atentado resultó parcialmente fallido. Uno de los integrantes del comando resultó herido al deflagar la bomba antes de tiempo y escapó del lugar del atentado en una rocambolesca huida en coche, que le condujo hasta la frontera francesa, donde, tras romper los controles aduaneros españoles con el coche, se entregó a las autoridades francesas. El militante, identificado como Vicente Aldalur fue hospitalizado en Francia por graves quemaduras.
El incidente causó un considerable revuelo. Las autoridades españolas solicitaron la extradición del activista huido a Francia, identificado en aquel momento por algunos como un militante de LAIA. Al acceder las autoridades francesas, este se convirtió en el primer refugiado político vasco entregado por las autoridades francesas a España bajo la acusación de participar en actividades terroristas. La extradición de Aldalur llegó a ser causa de un careo entre el diputado abertzale Francisco Letamendía y el ministro de interior Rodolfo Martín Villa en el Congreso de los Diputados.
Aquella acción terrorista que obtuvo principalmente resonancia por su rocambolesco desenlace fue reivindicada por un desconocido Comando Autónomo 3 de marzo, que los medios de comunicación del momento asociaron con ETA militar. Lo que paulatinamente fue aprovechado por el Gobierno central —perfecto conocedor de la diferencia entre ambas organizaciones— para azuzar sus desavenencias identificando sistemáticamente a estos grupos como "comandos autónomos de ETA".
Parece plausible pensar que con el nombre "3 de marzo" querían recordar los Sucesos de Vitoria de 1976, ya que se trataba de una fecha muy emblemática tanto para los autónomos vascos, como para el resto del movimiento obrero y la izquierda vasca en general. Ya en octubre de 1976 habían aparecido varias pintadas y amenazas en Vitoria firmadas por un comando 3 de marzo, calificado por aquel entonces como un grupo de extrema izquierda. La policía, sin embargo, se hacía eco de otra hipótesis que relacionaba 3 de marzo con un tiroteo en el que un etarra había sido detenido un mes antes.
Además de Aldalur fueron identificados otros dos integrantes de este comando, Enrique Zurutuza Odriozola y José Antonio Aguirre Aristondo, que lograron huir. Los tres provenían de la localidad guipuzcoana de Azpeitia, considerada la cuna de los comandos autónomos. Aguirre sería detenido en un piso de Bilbao en el mes de octubre y Zurutuza aparecería algo más tarde integrando el comando Bereterretxe, siendo herido de gravedad y detenido cuando este fue desarticulado el 15 de noviembre en Mondragón. En mayo de 1979 la Audiencia Nacional condenó a Aldalur y Zurutuza a 4 años de prisión por un delito de estragos y a Aguirre a cinco meses de arresto como colaborador.

### Los primeros asesinatos de los autónomos
El libro Comandos Autónomos. Un anticapitalismo iconoclasta indica, sin entrar en más detalles, que las primeras víctimas mortales de los autónomos a lo largo de 1978 fueron "un miembro del Servicio de Información de la Guardia Civil, un taxista responsable de la muerte de Iparraguirre y un inspector de policía conocido por haber realizado la detención de Otaegui" (sic).
Durante 1978 varios atentados atribuidos en un primer momento a ETA fueron reivindicados por diferentes comandos autónomos. Estos eran identificados sistemáticamente por la Policía y los medios de comunicación como "comandos autónomos de ETA-m", es decir, considerados como parte de esta organización, y no sería hasta 1979 cuando esta percepción fue cambiando. Por ello existe cierta incertidumbre sobre si algunos asesinatos de la época son atribuibles a ETA o a los CCAA. Durante este año aparecen los nombres de varios comandos autónomos que se van atribuyendo diferentes acciones, aunque no se tiene claro si son marcas que va tomando una misma organización para acciones puntuales o realmente se trata de grupos que actúan autónomamente entre sí, pero de forma coordinada. Otros comandos autónomos que aparecieron a lo largo de 1978 fueron:
Comando Autónomo Independentista y Anticapitalista: bajo este nombre se reivindicó, mediante un comunicado en el diario Egin, el que posiblemente fue el primer asesinato de los Comandos Autónomos. La víctima fue un cabo primero del Servicio de Información de la Guardia Civil, Aurelio Salgueiro López. Era un guardia civil gallego (Monforte de Lemos) de 46 años de edad, casado y con 7 hijos. Salgueiro estaba adscrito al servicio de información del cuartel de Mondragón (Guipúzcoa) desde hacía 8 años. Iba siempre de paisano y fue tiroteado precisamente en Mondragón el 28 de agosto de 1978, cuando iba a recoger el correo del cuartel como todos los días.
Comando Autónomo Iparraguirre: este comando homenajeaba con su nombre al etarra Ignacio Iparraguirre, el primer poli-mili que cayó muerto en un enfrentamiento con la policía, allá por 1974. Cabe suponer, por tanto, que algunos sus integrantes serían antiguos berezis, compañeros de armas de Iparraguirre en ETA-pm que se habían desligado de esta organización en los años siguientes y se constituyeron en comando autónomo, fuera de la disciplina de las dos ramas de ETA. Su bautismo como tal fue el asesinato en septiembre de 1978 del taxista Amancio Barreiro, al que precisamente acusaron de ser el confidente que había propiciado el intento de detención de Iparraguirre que acabó desembocando en su muerte. Fue el primer comando autónomo que se manchó las manos de sangre, pero con posterioridad no hubo más atentados de envergadura reivindicados bajo esta marca; por lo que, o bien el comando no tuvo continuidad, o fue una marca utilizada coyunturalmente por otros grupos autónomos. Tres personas fueron condenadas por participar en el asesinato de Barreiro. En 1981 Jesús María Larzabal Bastarrica, como autor material y José Ángel Cincunegui Urdampilleta como encubridor. El caso fue reabierto más de 25 años después para juzgar a Antonio María Celaya Otaño como autor del asesinato, aunque finalmente solo fue condenado como encubridor. Entre  1981 y 1982 actuó también un comando Iparraguirre atentando contra intereses de Iberduero, pero este comando no se declaraba "autónomo" y por tanto se consideraba integrado dentro de la estructura de ETA-militar, por lo que cabe pensar que no tenía vinculación con el anterior. Fue desarticulado en noviembre de 1982, tras resultar dos de sus integrantes gravemente heridos en un atentado fallido con bomba contra una torreta de Iberduero en Zumárraga.
Comandos Autónomos 27 de septiembre: la fecha a la que alude este nombre hace referencia seguramente a las últimas ejecuciones del franquismo, que se produjeron un 27 de septiembre de 1975. En ellas fueron ajusticiados Angel Otaegi de ETA-m y Juan Paredes (Txiki) de ETA-pm, así como 5 miembros del Frente Revolucionario Antifascista y Patriota (FRAP). Bajo estas siglas se reivindicó el asesinato de Anselmo Durán Vidal, un cabo primero de la Guardia Civil que trabajaba en la intervención de armas de Elgóibar (Guipúzcoa) y que fue ametrallado al salir del cuartel de esta localidad el 9 de octubre de 1978. Horas más tarde en un control de carreteras cercano, en Marquina-Jeméin (Vizcaya) es ametrallado un guardia civil llamado Ángel Pacheco Pata, que se encontraba en un control de carreteras montado a raíz del atentado. La Guardia Civil consideró que los autores de este segundo asesinato eran los mismos que los del primero, aunque no hubo una reivindicación del mismo.
Comandos Autónomos Bereterretxe: el nombre de este comando provenía en última instancia del Cantar de Bereterretxe, un canto medieval vasco. Bajo el seudónimo Bereterretxe se había publicado en marzo de 1978 el ensayo Nazio arazoa (Problema nacional), una visión de la historia vasca desde el prisma del movimiento autónomo. Formaron un grupo desconocido hasta noviembre de 1978. El 15 de noviembre tres miembros de este comando ametrallaron desde un coche la casa-cuartel de la Guardia Civil en Arechavaleta (Guipúzcoa) sin causar víctimas y se dieron a la fuga. Los tres terroristas fueron seguidos hasta la vecina localidad de Mondragón por unos agentes de paisano que habían presenciado la huida. En una plaza de dicha localidad los autónomos fueron cogidos por sorpresa por los policías. En el tiroteo que siguió fallecieron dos de los "autónomos"; Roberto Aramburu Iribarren y José María Iturrioz Garmendia "Zapa" y también una mujer de mediana edad llamada Emilia Larrea que pasaba por el lugar y se vio envuelta en el fuego cruzado. Otros transeúntes se vieron también envueltos por el fuego cruzado y resultaron heridos. El tercer integrante del comando, Enrique Zurutuza, estaba huido desde abril por su implicación en el atentado contra Adegui, resultó gravemente herido y fue detenido. Los militantes fallecidos fueron identificados por la prensa y las autoridades inicialmente como miembros de ETA.
Un día después de las muertes de "Zapa" y "Roberto" y de Emilia Larrea, son atacados con cócteles molotov sucursales del Banco de Santander y la Caja Laboral, así como una sede del sindicato Comisiones Obreras en Mondragón. Un comunicado realizado el 20 de noviembre reivindicó el atentado de Arechavaleta en nombre del "comando autónomo Bereterretxe", reivindicando a "Zapa" y "Roberto" de esta forma como autónomos. También reivindicó los ataques con cócteles realizados al día siguiente en nombre de un nuevo comando denominado Comando Autónomo "Zapa-Roberto", nombrado así en homenaje a los compañeros caídos. A posteriori, además del ametrallamiento de la casa-cuartel de Arechavaleta otros atentados sin esclarecer fueron atribuidos a los Bereterretxe por la Policía: concretamente los asesinatos de los cabos de la guardia civil Aurelio Salgueiro López y Anselmo Durán Vidal, que habían sido reivindicados por comandos  autónomos. También se informó de que la pistola que llevaba Iturrioz era la que fue utilizada para matar al empresario Javier Ybarra Bergé, secuestrado y asesinado por los berezis de ETA-pm en mayo de 1977.
Comando Autónomo Zapa-Roberto: los supervivientes de Bereterretxe reorganizados y unidos a otros autónomos descolgados de otros grupos darían origen al comando autónomo "Zapa-Roberto" que inició su actividad a partir de noviembre de 1978.
Al parecer, los "Zapa-Roberto" se centraron en tratar de organizar la fuga de Enrique Zurutuza, el terrorista herido que permanecía internado en el Hospital de Santiago de Vitoria recuperándose de sus heridas. Para ello decidieron apoyarse en un grupo autónomo existente en Vitoria autodenominado Herri Armatua (Pueblo armado). Estos habían llevado a cabo hasta entonces acciones menores de sabotaje con cócteles molotov y labores de información. Sin embargo la Policía pilló in fraganti a los integrantes del comando alavés mientras eran instruidos en el manejo de las armas por integrantes del "Zapa-Roberto", más experimentados. En las detenciones y redadas que siguieron cayeron los 5 miembros del comando alavés, 2 miembros de un comando de apoyo que operaba en Alsasua (Navarra), dos miembros del "Zapa-Roberto" que actuaban como instructores y otro miembro de otro comando autónomo que operaba en Guipúzcoa. Uno de los detenidos, Juan Luis Errasti Urrutia, considerado el cerebro de la operación, fue acusado además de haber cometido el atraco de una sucursal de la Caja Laboral en Escoriaza (Guipúzcoa) el mes anterior.
Durante los siguientes meses el "Zapa-Roberto" permaneció aparentemente inactivo, hasta que a finales de marzo de 1979 la policía desarticuló parte de ese comando, siendo detenidos 5 de sus integrantes en San Sebastián después de que uno de ellos, Luis María Expósito Arza, se hiriera accidentalmente con una pistola y tuviera que acudir al hospital de urgencia. Fueron identificados tres integrantes más del comando que lograron huir.
A raíz de la investigación policial se descubrió un zulo cerca de Pasajes en la que los agentes encontraron una pistola que había pertenecido al jefe de la policía municipal de esta localidad. Por ello la Policía acusó a integrantes de este comando de haber llevado a cabo el asesinato del jefe de la Policía Municipal de Pasajes Juan Jiménez Gómez el 13 de diciembre de 1978. Jesús María Larzabal Bastarrika, que logró huir en esa redada y el propio Luis María Expósito fueron juzgados y condenados años más tarde por este hecho, como autor material y colaborador de este asesinato respectivamente. Larzabal fue también el autor material del asesinato del taxista Amancio Barreiro. Como hecho reseñable cabe decir que este atentado fue reivindicado en su día por ETA-m y que parecía relacionado con uno anterior cometido por ETA-m unos días antes en el que fue asesinado un policía municipal de Pasajes acusado de chivato. Jiménez Gómez había salido públicamente en defensa de su subordinado y acusando a ETA-m de mentir, lo que sería un móvil bastante plausible para que ETA-m hubiera ordenado su asesinato. En este caso cabe preguntarse la interrelación que ETA-m y los CAA tuvieron en este asesinato; si ETA-m se "apropió" de un atentado de los CAA como dice el libro Comandos Autónomos. Un Anticapitalismo Iconoclasta o si fue un "encargo" de ETA-m a los CAA que actuaban como una marca blanca de ETA-m.
A partir de esta operación el "Zapa-Roberto" deja de mencionarse en los medios de prensa. Algunos de sus miembros que lograron escapar a las detenciones tuvieron un final fatal. Francisco Larrañaga Juaristi, refugiado en Francia y vinculados por algunos con este comando falleció en mayo de 1979 tras recibir el disparo de un guarda jurado en un confuso incidente ocurrido en Hendaya, cuando trataba de huir de la gendarmería francesa. El 17 de octubre de 1979 Francisco Aldanondo, "Ondarru", uno de los 3 identificados en marzo y supuesto responsable del comando murió en un monte próximo a Tolosa (Guipúzcoa) en un enfrentamiento armado con la Guardia Civil.

### Comandos autónomos en Vizcaya durante 1979
A lo largo de 1979 se cometieron atentados de diversa consideración en Vizcaya reivindicados por "comandos autónomos" como el Comité de Apoyo a ETA "Andoni Campillo", los Comandos Autónomos de Vizcaya, el Comando Autónomo Txabi Etxebarrieta o Gatazka. Sin embargo según el libro Comandos Autónomos. Un Anticapitalismo Iconoclasta solo Gatazka pertenecía realmente al movimiento autónomo, siendo los restantes, grupúsculos terroristas vinculados a otras organizaciones o que iban por libre.
El Comité de Apoyo a ETA "Andoni Campillo" recibía su nombre de Andoni Campillo, un berezi de ETA-pm fallecido en 1975 durante una redada policial. Campillo era natural de Guernica y ese grupo estaba formado precisamente por personas de la comarca de Urdaibai provenientes del mundo poli-mili. Este comando actuó en esta comarca. Su primera acción fue el ametrallamiento del cuartel de la policía municipal de Bermeo el 3 de enero de 1979. Un mes más tarde, el 12 de febrero de 1979, asesinaron en Bermeo de un tiro en la nuca al jefe de la policía municipal de Munguía y guardia civil retirado, César Pinilla Sanz, cuando salía de su casa para ir a trabajar. El asesinato de Pinilla fue reivindicado por este grupo hasta entonces desconocido. La Policía por su parte relacionó este asesinato con el hallazgo unos días antes en el mismo edificio donde residía Pinilla de 46 millones de pesetas procedentes de un robo cometido en los Altos Hornos de Vizcaya el 1 de diciembre. Este comando autónomo no parece sin embargo que estuviera coordinado con otros comandos terroristas del movimiento autónomo, sino con ETA militar, en cuya organización acabó integrado como un comando legal de apoyo. En 1986 el comando Andoni Campillo fue desarticulado y sus integrantes detenidos. Uno de los detenidos, José Luis Bengoa García fue condenado por su implicación en el asesinato de Pinilla.
De los Comandos Autónomos de Vizcaya poco se sabe, salvo que bajo ese nombre se reivindicó un atentado con bomba realizado el 31 de marzo de 1979 contra el club Kai-Eder de Plencia, que causó daños materiales.
Otro de estos grupos parece que estaba vinculado al partido revolucionario español PCE(r), cuyo brazo armado era el GRAPO. Estos habrían decidido por cuestión estratégica que el GRAPO no operara en el País Vasco para no interferir en la actividad de ETA(m), ETA-pm y otras organizaciones independentistas vascas. En su lugar habrían animado a sus militantes vascos a sumarse a la lucha de liberación nacional vasca. En ese contexto habría que entender la formación por parte de militantes del PCE(r) y del GRAPO del Comando Autónomo Txabi Etxebarrieta. Este comando tomaba el nombre de Txabi Etxebarrieta, el primer etarra muerto por disparos de la policía, posiblemente como un guiño al MLNV. Sin embargo no está claro si el "Txabi Etxebarrieta" estaba coordinado realmente con los restantes comandos autónomos, con alguna de las ETAs o si bien como indica la prensa de la época funcionaba como un comando del GRAPO. Este comando operaba en la Margen Izquierda.
Este grupo comenzó a operar a principios de 1979, siendo sus primeras acciones robos de armas a policías municipales para armarse y atracos para financiarse. El grupo se dio a conocer el 9 de marzo de 1979 cuando uno de sus integrantes, Gregorio Fernández Riaño, "Aitor", de 20 años de edad y natural de León, falleciera al intentar arrebatar la pistola reglamentaria a un policía municipal en Somorrostro. El policía se revolvió y disparó contra el ladrón matándole de un disparo. El "Txabi Etxebarrieta" fue desarticulado a comienzos de octubre de 1979 por la Policía.
Finalmente sí que hay constancia de la existencia de un grupo llamado Gatazka (lucha, conflicto en euskera), que sí que estaba vinculado al movimiento autónomo. Gatazka fue el nombre de una publicación de ideología autónoma que se publicó en Bélgica a principios de la década de 1970. La publicación surgió a raíz del Proceso de Burgos y participaron en ella simpatizantes de ETA exiliados, que a lo largo de la década de 1970 se integraron de una forma u otra en la actividad terrorista. A finales de octubre de 1979 se reveló la existencia de un comando autónomo que operaba bajo este nombre en la zona de Bilbao y la Margen Izquierda de Vizcaya. La Policía Nacional detuvo a 5 personas relacionadas. La Policía acusó a los miembros del comando de haber asaltado varias canteras de la zona para robar material de detonación de explosivos y se incautó de algunas armas, pero las noticias de la prensa de la época no hablan de que dicho comando hubiera cometido algún atentado aparte de dichos robos, aunque sí que proyectaban realizarlos en el futuro. Años más tarde, en mayo de 1984, reaparece este nombre, bajo el que se reivindica un atentado terrorista, el que hunde mediante una bomba una lancha patrullera de la Marina española en la localidad fronteriza de Fuenterrabía. En aquel atentado falleció ahogado uno de los dos marineros que se encontraban de guardia en el barco, Juan Flores Villar, natural de Barcelona y que se encontraba realizando el servicio militar obligatorio.
Durante 1979 se cometieron 2 asesinatos en Vizcaya que son atribuidos a los Comandos Autónomos. Además del asesinato de César Pinilla, por el que fueron condenados integrantes del "Andoni Campillo"; se produjo también ese año un asesinato que permanece sin esclarecer. Es el caso de Vicente Irusta Altamira, un joven de 26 años que vivía en la pequeña localidad vizcaína de Ibárruri, entre Amorebieta y Guernica. Este joven fue encontrado la mañana del 8 de febrero de 1979 muerto a unos cientos de metros del caserío en el que vivía. Presentaba 3 disparos de escopeta y había muerto presumiblemente desangrado. Irusta era un joven problemático con antecedente por robos y tenía fama de ultraderechista entre sus vecinos. Un amigo personal suyo había sido asesinado 3 meses antes por ETA-m, y había sido vinculado con los Guerrilleros de Cristo Rey.

### Los asesinatos de Germán González y Juan Luis Aguirreurreta
El 27 de octubre de 1979, en la localidad guipuzcoana de Urrechu, era asesinado el soldador y fotógrafo Germán González López de 34 años edad. Germán González era natural de la localidad de La Horcajada (Ávila), pero residía desde hacía años en Zumaya (Guipúzcoa). Germán fue tiroteado a poca distancia por dos individuos cuando acababa de aparcar su vehículo en la plaza principal de Urrechu y se disponía a cerrar el maletero. Dos terroristas se acercaron a él por la espalda y uno de ellos le disparó varias veces. La víctima fue alcanzada por siete disparos en puntos vitales, falleciendo prácticamente en el acto.
Germán González era un militante de base del PSE-PSOE y de la UGT. Ejercía como secretario de propaganda de su partido en la zona de Zumaya. Como tal había participado activamente con un coche y un megáfono en la campaña a favor del "Sí" en el referéndum del Estatuto de Autonomía del País Vasco, que se había celebrado solo dos días antes.
El asesinato de Germán González causó un hondo revuelo político en el País Vasco. Fue el primer asesinato político cometido en el País Vasco después de la aprobación de su Estatuto de Autonomía. Además se había cebado en un militante de base de un partido de izquierdas y favorable a la autonomía vasca como era el PSE-PSOE; que hasta entonces se había librado de ataques directos de esa envergadura por parte de cualquiera de las ramas de ETA.
Los Comandos Autónomos reivindicaron ese mismo día el atentado con un comunicado a la agencia Euzkadi Press. En su comunicado los Comandos Autónomos desligaron el atentado de la condición de militante socialista de Germán González y lo justificaron en el supuesto hecho de que González colaboraba con las fuerzas de seguridad del estado en su condición de fotógrafo profesional proporcionando fotos de activistas abertzales a los servicios de información.
Sin embargo tanto el PSE-PSOE como la UGT, interpretaron el asesinato de Germán como un ataque directo y de tipo sectario, dirigido por  ETA-m contra sus militantes y organizaciones; así como un ataque contra el recién aprobado estatuto de autonomía. Otros partidos y organizaciones llegaron a la misma conclusión. Y es que en aquel momento los comandos autónomos eran considerados de forma general como un mero apéndice de ETA-m y de hecho se aludía a ellos como comandos autónomos de ETA. Si hasta entonces ETA-m había hecho poco o nada para desmentir esta creencia, el fortísimo rechazo social y político generado por la muerte de Germán propició que por primera vez ETA-militar marcara distancias con los Comandos Autónomos y públicamente dijera que los Comandos Autónomos no pertenecía a ETA-m. Herri Batasuna condenó el atentado por considerarlo políticamente inadecuado. Más aún, desde ciertos sectores de Herri Batasuna se acusó a los comandos autónomos de ser marionetas de la guerra sucia del Estado, creados para desprestigiar a ETA.
Se puede decir que a raíz de la muerte de Germán González nace la conciencia de que los Comandos Autónomos eran en realidad otro grupo terrorista diferenciado de ETA-m y de ETA-pm, de un carácter si cabe, todavía más radical que estos. Sin embargo las sospechas de connivencia o integración entre ETA-m y los Comandos Autónomos han persistido. Muchos consideran que los Comandos Autónomos eran una marca B de ETA-m utilizada para trabajos especialmente sucios.[cita requerida]
Unas pocas semanas más tarde, el 16 de noviembre, con un modus operandi similar los CCAA asesinaron en una céntrica calle de Mondragón a Juan Luis Aguirreurreta Arzamendi, un vecino de 32 años de edad, natural de esa misma localidad. Casado y con dos hijos, Aguirreurreta trabajaba como administrativo en la empresa Pinturas Velasco de esa misma localidad. Aguirreurreta no tenían vinculación conocida con grupos políticos, ni parecía ser un objetivo potencial de grupos terroristas. Sin embargo, fue brutalmente asesinado, recibiendo seis impactos de bala a bocajarro por la espalda. Su muerte vino acompañado posteriormente de rumores que le ligaban a grupos de ultraderecha y unos días más tarde los propios Comandos Autónomos en su reivindicación del atentado le acusaron de ser confidente de las Fuerzas de Seguridad, de dirigir a los grupos de extrema derecha y de haber pertenecido a la Policía político-social. La familia de Aguirreurreta salió al paso de estas acusaciones indicando que era apolítico y desmintió los rumores que relacionaban a Juan con los Guerrilleros de Cristo Rey. Dos personas fueron condenadas por participar en el asesinato de Aguirreurreta: Vicente Senar Huete como cooperador, en 1982, y Juan Carlos Arruti Azpitarte "Paterra" como autor material, en 1991.
Tras este asesinato los Comandos Autónomos permanecieron varios meses sin aparente actividad.

### La ofensiva terrorista de 1980
Tras casi tres meses sin aparente actividad los Comandos Autónomos Anticapitalistas reaparecieron públicamente en febrero de 1980. Sus objetivos fueron variados: entidades financieras, partidos políticos, instituciones públicas, miembros de cuerpos de seguridad del estado, empresarios, profesores, etc.
En Tolosa obligaron a desalojar una casa del pueblo (sede del PSOE) a punta de pistola y prendieron fuego al local; en Hernani ametrallaron la oficina de la Seguridad Social de esta localidad. Unos días después, el 10 de marzo, hirieron a un profesor del instituto de formación profesional de esa misma localidad de un disparo en la pierna. En San Sebastián atracaron una sucursal de la Caja Laboral Popular y en Bilbao colocaron explosivos en un cine obligando a desalojar la junta de accionistas del Banco de Bilbao que se iba a celebrar en el mismo. En abril también atracaron una sucursal del Banco de Vizcaya en Portugalete.
El 6 de abril cometieron su primer atentado mortal de 1980. En una sala de fiestas de Orio (Guipúzcoa) asesinaron con una ráfaga de ametralladora al guardia civil Francisco Pascual Andreu, natural de Ceuta y al marinero Florentino Lopetegui Barjacoba, natural de Orio. El objetivo de los asesinos parecía ser una pareja de guardias civiles de paisano, el asesino pudo confundir al marinero, con otro guardia civil, compañero de Pascual, que había abandonado el local minutos antes de producirse el atentado. Los CAA reivindicaron al asesinato unos días más tarde. Tal y como hicieron antes con Germán González o Aguirreurreta, negaron que hubieran cometido un error en el caso de Lopetegui contra el que lanzaron también acusaciones de que era confidente.
En mayo los CAA intentaron asesinar también al jefe adjunto de personal de la factoría de Michelín en Vitoria al que ametrallaron en su coche. Este estaba llevando la negociación del convenio colectivo de la empresa con los representantes sindicales, siendo la situación laboral de la fábrica bastante conflictiva en aquel momento. El hombre resultó gravemente herido con heridas de bala en la cabeza, pero consiguió salvar la vida.
El 28 de junio los CAA llevaron a cabo su hasta el momento acción más sanguinaria, cuando asesinaron en Azcoitia a tres personas.

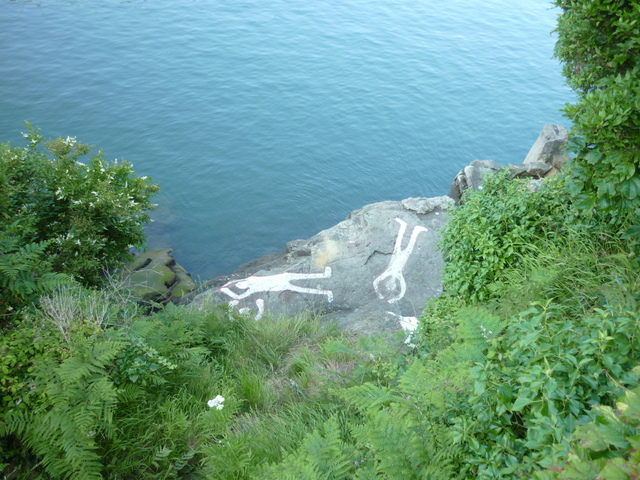
Pinturas en recuerdo de los cuatro miembros del Comando Autónomo Mendeku muertos en Pasajes en 1984.

### Mendeku
El Comando Autónomo Mendeku es posiblemente el más conocido de los que formaron parte de los CAA. Su nombre significa venganza en euskera y se destacó por una campaña de atentados contra el PSOE en 1983 y 1984, partido al que consideraba responsable de los GAL. Mendeku fue el último comando activo de los CAA; realizó varios atentados contra casas del pueblo y la acción más sonada de los comandos autónomos, el asesinato del senador socialista Enrique Casas. El 22 de marzo de 1984 la Policía Nacional mató a cuatro de los integrantes de este comando y detuvo al quinto en Pasajes, lo que supuso su total desaparición.
Unos años más tarde, en 1987, un grupúsculo abertzale de carácter autónomo autodenominado Colectivo Mendeku fue acusado de atentar contra una casa del pueblo del PSOE en Portugalete lanzando cócteles molotov. En el incendio que se produjo, murieron dos militantes del PSE-PSOE, que se encontraban en aquel momento dentro de la sede. En principio no existen evidencias de relación entre ambos grupos, siendo probablemente el nombre del segundo un homenaje al primer Mendeku.

### Los últimos años de los Comandos Autónomos
Tras la desarticulación de Mendeku, en abril de 1984, el gobierno español consideraba desbaratada gran parte de la estructura de los Comandos Autónomos en España, aunque indicaba que esta organización seguía teniendo militantes peligrosos en suelo francés. En paralelo el gobierno francés deportaba a miembros de los Comandos Autónomos refugiados en este país o los extrañaba a regiones alejadas de Francia, debilitando de este modo la estructura que esta organización seguía teniendo en el País Vasco francés. 
Sin embargo, solo mes y medio después del incidente de la Bahía de Pasajes, el 14 de mayo de 1984, se produjo una nueva acción terrorista atribuible a un comando autónomo. En esta ocasión el atentado fue reivindicado por la poco conocida Gatazka, que hundió mediante una bomba una lancha patrullera de la Marina española en la localidad fronteriza de Fuenterrabía. En este atentado falleció ahogado uno de los dos marineros que se encontraban de guardia en el barco, Juan Flores Villar, natural de Barcelona y que se encontraba realizando el servicio militar obligatorio.
En agosto de 1984, el senador nacionalista Joseba Azkarraga, indicaba en una entrevista que los Comandos Autónomos se encontraban en aquel momento divididos en tres ramas o sectores con un número de militantes entre 30 y 35. El más importante, compuesto de unos 20 miembros, mantenía una cierta relación con ETA militar, colaboraba en algunos objetivos con estos y según algunos realizaba los trabajos sucios de esta organización. Los otros dos sectores, que contaban en total, entre 10 y 15 miembros actuarían según Azkarraga en aquel momento por libre y sin móviles políticos, como simples bandas criminales dedicadas a lucrarse mediante extorsión, atracos, secuestros y tráfico de drogas.
El 9 de agosto se realizaron dos atentados con bomba contra concesionarios de Citroën en San Sebastián enmarcados en una campaña contra intereses económicos franceses, en represalia por las extradiciones y deportaciones que estaba realizando el gobierno francés de militantes abertzales. Los atentados fueron reivindicados por los Comandos Autónomos Anticapitalistas. Unos pocos días más tarde, la madrugada del 13 de agosto, un comando fue sorprendido mientras trataba de poner una bomba en un concesionario de Citroën en Lasarte por el dispositivo de la Guardia Civil montado para prevenir nuevos ataques en esta campaña. En el tiroteo resultante murió Pablo Gude Pego "Antxon Handia" al que las FSE acusarían de ser el jefe del comando que asesinó al senador Enrique Casas.
El 10 de julio de 1985, los Comandos Autónomos secuestraron en Azpeitia a Angel Carasusan,un administrador de fincas, en un secuestro con móvil económico. La Guardia Civil liberó a Carasusan  cinco días más tarde en Lezo, deteniendo a sus captores. Este fue el último secuestro reivindicado por los Comandos Autónomos Anticapitalistas en su historia.

## Atentados mortales
Existen dudas sobre la autoría de algunos atentados ocurridos a finales de los años 1970 y principios de los 1980, pero las muertes atribuidas a los Comandos Autónomos Anticapitalistas se cifran entre 25 y 30 víctimas. Los atentados mortales atribuidos a los Comandos Autónomos Anticapitalistas son:
- 27 de octubre de 1979: Germán González López, fótografo. Era militante del PSOE y de UGT. Fue asesinado en Urrechu (Guipúzcoa). Su asesinato fue justificado por los CAA por tratarse de un informante de la policía.

- 16 de noviembre de 1979: Juan Luis Aguirreurreta Arzamendi, miembro del grupo terrorista Guerrilleros de Cristo Rey, administrativo de la empresa Pinturas Velasco. Tiroteado en Mondragón (Guipúzcoa).

- 6 de abril de 1980: son asesinados con una ráfaga de ametralladora en una sala de fiestas de Orio (Guipúzcoa), el guardia civil Francisco Pascual Andreu, natural de Ceuta y el marinero Florentino Lopetegui Barjacoba, natural de Orio. Al parecer el asesino confundió al marinero, con otro guardia civil, compañero de Pascual, que había abandonado el local minutos antes de producirse el atentado.[35]

- 28 de junio de 1980: son asesinados a tiros a la puerta de un bar de Azcoitia (Guipúzcoa) el guardia civil retirado Justino Guindos López, el mecánico Elio López Camarón y el funcionario local Julio Muñoz Grau. Este último resultaría en un principio herido grave para morir más tarde. En el atentado resultaría también herido leve un guardia municipal que transitaba por el lugar. Los tres fallecidos eran amigos y conocidos en Azcoitia por ser políticamente de derechas.[48]

- 23 de octubre de 1980: Juan Manuel García Cordero, delegado de la Compañía Telefónica en Guipúzcoa. Secuestrado en San Sebastián al salir de su domicilio cuando iba por la mañana a trabajar y asesinado horas más tarde de un disparo en la sien. Su cadáver apareció en un monte cercano al domicilio familiar.[49] CAA justificó su asesinato basándose en «su papel en las escuchas telefónicas» asegurando que «era el encargado de tener las listas de los teléfonos controlados, así como de mantener contactos con la Guardia Civil para el mejor funcionamiento del control telefónico».[50]

- 23 de octubre de 1980: Jaime Arrese Arizmendiarrieta, miembro de las Juntas Generales de Guipúzcoa, exalcalde de Elgóibar y miembro de la ejecutiva de la UCD.[49] Algunas fuentes atribuyen el atentado a ETA.

- 29 de octubre de 1980: Juan Carlos Fernández Azpiazu, jefe de relaciones públicas de la compañía Telefónica acusado  por CAA de estar involucrado en las escuchas telefónicas ilegales.[51]

- 6 de diciembre de 1980: Ignacio Lasa Errezola, propietario de un negocio familiar en Azpeitia.

- 14 de abril de 1981: asesinan a tiros a José María Félix Latiegui Balmaseda, director de la empresa Moulinex en Usúrbil (Guipúzcoa).

- 26 de junio de 1981: Antonio Murillo Chacón, obrero en paro, que había trabajado también como camarero y era natural de Puebla de la Reina (Badajoz). Fue tiroteado en el portal de su domicilio de Hernani (Guipúzcoa), cuando volvía a casa de celebrar las fiestas patronales de Hernani. La atribución de su asesinato es problemática, ya que no está claro el móvil del mismo. La AVT lo considera víctima de los CAA, mientras COVITE lo considera víctima de la extrema derecha.

- 26 de marzo de 1982: asesinan a Enrique Cuesta Jiménez, delegado de la empresa Telefónica en San Sebastián.[52] En el atentado resulta herido su escolta, el policía nacional Antonio Gómez García, que fallecería 5 días después a causa de las heridas recibidas. Enrique Cuesta era el padre de Cristina Cuesta, la fundadora en 1986 del grupo pacifista Gesto por la paz.

- 8 de octubre de 1982: Alberto Toca Echevarría, director de la mutua de accidentes laborales Asepeyo. Asesinado en su oficina de Pamplona (Navarra). Los Comandos Autónomos justificaron el asesinato por la ideología de extrema derecha de Alberto y su militancia en la formación carlista Comunión Tradicionalista.[53][54]

- 25 de marzo de 1983: Ramón Ezequiel Martínez García, cabo 1.ª de la Policía Nacional en Bilbao.

- 28 de mayo de 1983: dos guardias civiles que vigilaban la sede de Correos en Pamplona, Antonio Conejo Salguero y Fidel Lázaro Aparicio, son tiroteados.

- 7 de junio de 1983: Francisco Machío Marto, natural de Hornachos (Badajoz). Había trabajado en una fábrica muebles en Azpeitia (Guipúzcoa) y se encontraba en el momento de su asesinato en el paro. Fue asesinado de varios tiros en un bar de Azpeitia. El atentado fue reivindicado por los CAA.

- 23 de junio de 1983: Emilio Juan Casanova López, policía nacional en San Sebastián.

- 31 de julio de 1983: dos guardias civiles que vigilaban dos lanchas apresadas con contrabando en el puerto de Guetaria (Guipúzcoa) son tiroteados a bocajarro. Las víctimas eran Rafael Gil Marín, natural de Valencia de las Torres (Badajoz) y Enrique Rúa Díez de Verín (Orense).[55]

- 15 de diciembre de 1983: Francisco Arín Urquiola, directivo de la empresa Construcciones Electromecánicas Irura, fue víctima de un secuestro exprés en su domicilio de Tolosa (Guipúzcoa) por tres personas armadas que le exigieron cierta cantidad de dinero. Horas después una llamada al diario Egin en nombre de los CAA reivindicaba el secuestro y asesinato de Arín e indicaba el lugar donde se encontraba su cadáver. Arín fue encontrado en las cercanías de Irura en el maletero de su propio vehículo y asesinado con varios disparos en la cabeza. Al parecer no fue capaz de hacer frente a las reivindicaciones económicas de sus secuestradores.

- 23 de febrero de 1984: Enrique Casas Vila, senador del PSOE.[56] Un mes antes los Comandos Autónomos habían declarado la guerra y amenazado de muerte a los dirigentes del PSE-PSOE, a los que consideraban responsables de las acciones terroristas de los GAL en el Sur de Francia, que había comenzado a producirse en los últimos meses de 1983.[57] En concreto Enrique Casas era acusado de ser uno de los creadores y promotores de los GAL,[58][37] y así lo señaló años más tarde el exdirigente del PSOE Ricardo García Damborenea, cuando declaró en 1995, durante el proceso judicial celebrado por el caso Marey, que efectivamente Enrique Casas había participado en la creación del grupo.[59]

## Otros atentados
- 20 de diciembre de 1982: Voladura del centro de reeducación de jóvenes de Astigarraga.[60]
- 4 de enero de 1983: Colocan dos paquetes explosivos en la delegación de la agencia EFE en San Sebastián, explotando uno de ellos y causando grandes destrozos en los equipos de transmisión de la agencia.
- 24 de diciembre de 1983: Los CAA atentan con explosivos contra las casas del pueblo (sedes del PSE) de Hernani y Lasarte-Oria.

## Miembros de los CC.AA. muertos
- 15 de noviembre de 1978: Roberto Aranburu Iribarren y Jose Mari Iturriotz Zapa, muertos por disparos de la Guardia Civil tras haber ametrallado el cuartel de Arechavaleta (Guipúzcoa). En el tiroteo también falleció la ciudadana Emilia Larrea.

- 9 de marzo de 1979: Gregorio Fernández Riaño, natural de León, militante del PCE (r) y del Comando Txabi Etxebarrieta de los CAA muere al forcejear con un guardia municipal de Musques (Vizcaya) mientras trataba de robarle el arma.

- 11 de junio de 1980: el militante de los Comandos Autónomos José Miguel Etxeberria, Naparra; desaparece sin dejar rastro en el País Vasco Francés. Su desaparición fue reivindicada por el Batallón Vasco Español.[61]

- 13 de agosto de 1983: dos militantes de los Comandos Autónomos; Javier Ignacio San Martín Goikoetxea natural de Vitoria y conocido como Piti y José Ignacio Segurola Maioz, natural de Usúrbil y apodado Naskas; vuelan por los aires cuando explota el artefacto explosivo que manipulan en un coche con el que pensaban atentar contra una instalación de la empresa Iberduero en Usúrbil (Guipúzcoa). El grupo de rock Hertzainak compondría la canción Pakean utzi arte en recuerdo de Piti, que era amigo suyo.

- El 22 de marzo de 1984 cuatro militantes de los Comandos Autónomos Anticapitalistas (José Mari Izura, Rafael Delas, Pedro Mari Isart y Dionisio Aizpuru) murieron en una emboscada del Cuerpo Nacional de Policía cuando desembarcaban, provenientes de Francia, de forma clandestina en una lancha neumática en el puerto de Pasajes.[62] La muerte de estos cuatro militantes fue muy controvertida,[63] aunque ninguno de los policías participantes en los hechos fue encausado por la muerte de los cuatro, entendiendo que fue una acción de confrontación legítima;[64] pero desde muchos sectores sociales se consideró que los cuatro militantes habían sido víctimas de una emboscada premeditada de la Policía,[65] que les acusó de ser integrantes del Comando Autónomo Mendeku que había asesinado al senador Enrique Casas un mes antes.[66] El quinto miembro que formaba el comando sobrevivió al tiroteo y fue detenido por la Policía.[36] En 1987 el grupo de rock Barricada denunció estas muertes con la canción Bahía de Pasaia, que fue censurada por la discográfica del grupo.

- 13 de agosto de 1984: Pablo Gude Pego, de 28 años y natural de Rentería muere en Lasarte-Oria (Guipúzcoa) (por aquel entonces barrio del municipio Hernani) a causa de un enfrentamiento armado con una patrulla de la Guardia Civil. Gude, acompañado por otra persona, había colocado una bomba junto a un concesionario de Citroën, como parte de una campaña de atentados contra intereses franceses. La patrulla de la Guardia Civil formaba parte de un dispositivo de vigilancia especial montado a causa de esa campaña y desde un coche camuflado dio el alto a la pareja. Se produjo un tiroteo en el que Gude sufrió dos impactos en el pecho y uno en la cabeza que acabaron con su vida. Gude estaba acusado por la Policía de ser el jefe del comando que asesinó a Enrique Casas, referiéndole algunas informaciones como el autor material de aquel asesinato.[67]

- En agosto de 1997, otro ex-coordinador de los Comandos Autónomos Anticapitalistas, José Luis Salegi Elorza, Txipi, aparece muerto en su exilio mexicano, días después de que se denunciara su desaparición y de que denunciara seguimientos. La autopsia oficial mexicana habló de infarto de miocardio; su pareja y otras personas de su entorno aseguran que el cadáver presentaba "un fuerte golpe en la cabeza y numerosas magulladuras". También denunciaron que cinco desconocidos se hicieron pasar por tíos del fallecido e intentaron que se le enterrara en una fosa común, así como que un supuesto hermano suyo había reclamado el cadáver (Salegi no tenía tíos ni hermanos en México). El militante ya había estado en el punto de mira de los GAL en octubre de 1983.